# Tiro ai Giochi della XXVIII Olimpiade - Skeet femminile
La gara di skeet femminile ai Giochi della XXVIII Olimpiade si svolse il 19 agosto 2004 al Markopoulo Olympic Shooting Centre di Markopoulo Mesogaias, vicino ad Atene. Presero parte 12 tiratrici da 11 nazioni.

## Qualificazioni
| Pos. | Atleta                 | Nazione        | 1  | 2  | 3  | Totale | SO 1 | SO 2 | Note |
| ---- | ---------------------- | -------------- | -- | -- | -- | ------ | ---- | ---- | ---- |
| 1    | Diána Igaly            | Ungheria       | 23 | 24 | 25 | 72     |      |      | Q    |
| 2    | Zemfira Meftahətdinova | Azerbaigian    | 25 | 24 | 22 | 71     |      |      | Q    |
| 3    | Wei Ning               | Cina           | 22 | 24 | 24 | 70     |      |      | Q    |
| 4    | Lauryn Mark            | Australia      | 24 | 22 | 23 | 69     |      |      | Q    |
| 5    | Connie Smotek          | Stati Uniti    | 24 | 22 | 22 | 68     | 2    |      | Q    |
| 6    | Kim Rhode              | Stati Uniti    | 24 | 20 | 24 | 68     | 1    | 2    | Q    |
| 7    | Ri Hyon-ok             | Corea del Nord | 24 | 22 | 22 | 68     | 1    | 1    |      |
| 8    | Chiara Cainero         | Italia         | 24 | 19 | 24 | 67     |      |      |      |
| 9    | Svetlana Dëmina        | Russia         | 23 | 21 | 23 | 67     |      |      |      |
| 9    | Kim Yeun-hee           | Corea del Sud  | 24 | 21 | 22 | 67     |      |      |      |
| 9    | Maarit Lepomäki        | Finlandia      | 23 | 22 | 22 | 67     |      |      |      |
| 12   | Andrea Stranovská      | Slovacchia     | 23 | 22 | 21 | 66     |      |      |      |

## Finale
| Pos. | Atleta                 | Nazione     | Qualificazioni | Finale | Totale | Shoot-off |
| ---- | ---------------------- | ----------- | -------------- | ------ | ------ | --------- |
|      | Diána Igaly            | Ungheria    | 72             | 25     | 97     |           |
|      | Wei Ning               | Cina        | 70             | 23     | 93     | 2         |
|      | Zemfira Meftahətdinova | Azerbaigian | 71             | 22     | 93     | 1         |
| 4    | Lauryn Mark            | Australia   | 69             | 23     | 92     |           |
| 5    | Kim Rhode              | Stati Uniti | 68             | 23     | 91     |           |
| 6    | Connie Smotek          | Stati Uniti | 68             | 22     | 90     |           |